# Csavlek Márta
Csavlek Márta védőnő, grafikusművész, számos könyv illusztrátora.

## Élete
Rajztanárként a romhányi II. Rákóczi Ferenc Általános Iskolából ment nyugdíjba. Idős korában Romhányban élt, látása megromlott, s elkeseredésében és magányában önkezűleg vetett véget életének.

## Általa illusztrált könyvek
- Csavlek Márta-Orosz Dezső: A baba (Budapest: Sylvester Rt.)
- A népegészségőr könyve (szerk. Kálmán András, Varga Lajos, Budapest: Athenaeum, 1948)
- Veteményeskert: kifestőkönyv (Budapest: Ifj. Kiadó)
- Kismamák iskolája (Budapest: Műegyetemi Ny., 1947)
- Dr. Zádor András - Dr. Nagy Gábor: Koch-pozitív. (Budapest: Gondolat 1962).